# The Sundays
The Sundays fue un grupo inglés de rock alternativo y dream pop. Formada a finales de los 80, la banda llegó a publicar 3 álbumes de estudio antes de su separación en 1997.

## Historia
La agrupación fue fundada por la cantante Harriet Wheeler y el guitarrista David Gavurin, quienes se conocieron mientras asistían a la universidad de Bristol. Wheeler había tocado con Cruel Shoes, un grupo que con el tiempo se convertiría en la banda Jim Jiminee. El dúo reclutó poco después al bajista Paul Brindley y el baterista Patrick Hannan, dando la formación definitiva de la banda.
The Sundays firmaron un contrato con la discográfica Rough Trade Records, debutando con el sencillo «Can't Be Sure». En 1990 se publicó su primer álbum, Reading, Writing and Arithmetic, llegando al número cinco en el Reino Unido, del que se extrajo un nuevo sencillo, «Here's Where the Story Ends».
Las dificultades económicas que atravesó Rough Trade y la decisión del grupo de representarse a sí mismo hicieron que el siguiente sencillo, «Goodbye», no se publicara hasta 1992. Su siguiente álbum, Blind, se publicó también ese año. La edición norteamericana del disco incluía una celebrada versión de la canción de The Rolling Stones «Wild Horses». La banda dio varios conciertos para promocionar estos discos. 
En 1997 apareció su tercer y último álbum, Static and Silence, del que se extrajo el sencillo «Summertime». Tras su disolución poco tiempo después, Wheeler y Gavurin decidieron centrar su atención en la educación de sus dos hijos, y la banda ha permanecido inactiva desde entonces.

## Formación
- Harriet Wheeler - Cantante - nacida el 26 de junio de 1963.
- David Gavurin - Guitarrista - nacido el 4 de abril de 1963.
- Paul Brindley - Bajista - nacido el 6 de noviembre de 1963.
- Patrick (Patch) Hannan - Batería- nacido el 4 de marzo de 1966 en Lymington, Hampshire.

## Discografía

### Álbumes
| Año  | Detalles                                                                                   | Posición en las listas | Posición en las listas | Posición en las listas | Posición en las listas | Premios (ventas)         |
| Año  | Detalles                                                                                   | UK                     | AUS                    | NZ                     | U.S.                   | Premios (ventas)         |
| ---- | ------------------------------------------------------------------------------------------ | ---------------------- | ---------------------- | ---------------------- | ---------------------- | ------------------------ |
| 1990 | Reading, Writing and Arithmetic - Editado: 15 de enero de 1990 - Discográfica: Rough Trade | 4                      | 40                     | —                      | 39                     | - BPI: Plata - RIAA: Oro |
| 1992 | Blind - Editado: 19 de octubre de 1992 - Discográfica: Parlophone/Geffen                   | 15                     | —                      | —                      | 103                    | - RIAA: Oro              |
| 1997 | Static and Silence - Editado: 23 de septiembre de 1997 - Discográfica: Parlophone/Geffen   | 10                     | 45                     | 33                     | 33                     | - BPI: Plata             |

### Sencillos
| Año  | Sencillo                      | Posición en las listas | Posición en las listas | Posición en las listas | Posición en las listas | Posición en las listas | Álbum                           |
| Año  | Sencillo                      | UK                     | AUS                    | CAN                    | U.S.                   | U.S. Mod               | Álbum                           |
| ---- | ----------------------------- | ---------------------- | ---------------------- | ---------------------- | ---------------------- | ---------------------- | ------------------------------- |
| 1989 | «Can't Be Sure»               | 45                     | 74                     | —                      | —                      | —                      | Reading, Writing and Arithmetic |
| 1990 | «Here's Where the Story Ends» | —                      | —                      | —                      | —                      | 1                      | Reading, Writing and Arithmetic |
| 1992 | «Love»                        | —                      | —                      | —                      | —                      | 2                      | Blind                           |
| 1992 | «Goodbye»                     | 27                     | —                      | —                      | —                      | 11                     | Blind                           |
| 1997 | «Summertime»                  | 15                     | 41                     | 48                     | —                      | 10                     | Static and Silence              |
| 1997 | «Cry»                         | 43                     | —                      | —                      | —                      | —                      | Static and Silence              |

### Caras B y canciones inéditas
- «I Kicked a Boy» (Cara B de «Can't Be Sure»)
- «Don't Tell Your Mother» (Cara B de «Can't Be Sure», recogida más tarde en el disco DGC Records Rarites Vol. 1)
- «Noise» (Cara B de «Goodbye»)
- «Wild Horses» (Cara B de «Goodbye», que aparece también en las ediciones estadounidenses del álbum Blind)
- «Here's Where The Story Ends» [Black Session] (Cara B de «Wild Horses» - sencillo editado en casete en EE. UU.)
- «(The) Turkish» (interpretada sólo en vivo, formó parte del repertorio en casi todos los conciertos de las giras de Blind y Static and Silence)
- «Something More» (inédita)
- «So Much» (recogida sólo en la edición americana de Static and Silence)
- «Skin & Bones» [en directo] (Cara B de «Summertime»)
- «Here's Where The Story Ends» [en directo] (Cara B de «Summertime»)
- «Nothing Sweet» (Cara B de «Summertime»)
- «Gone» (Cara B de «Summertime»)
- «Can't Be Sure» [maqueta] (Cara B de «Cry»)
- «You're Not The Only One I Know» [maqueta] (Cara B de «Cry»)
- «Through The Dark» (Cara B de «Cry»)
- «Life Goes On» (Cara B de «Cry»)

## En los medios de comunicación
- Su versión de «Wild Horses» se utilizó como la última canción del baile de graduación en la serie de TV «Buffy Cazavampiros». * Apareció también en la banda sonora de la serie, así como en la película Fear, durante el viaje en la montaña rusa.
- También se utilizó al final de la temporada tercera de la serie CSI, en el episodio «Crash and Burn» y en un anuncio de la marca de cerveza Budweiser de comienzos de los años 90.
- Su canción «Here's Where the Story Ends» aparece en la película de 1994 Blown Away y en The World's End de 2013.